# Cerro de Quininí
El Cerro de Quininí (viene de Montaña sagrada de la Luna) es una reserva forestal protectora perteneciente a un macizo montañoso de cumbre afilada que avasalla hacia el occidente del Valle del río Magdalena y hacía el oriente del cañón del río Sumapaz, creada en el año 1987 por la junta directiva del entonces instituto nacional de los recursos naturales renovables del ambiente "INDERENA". Con una extensión de 1.900 hectáreas aproximadamente, compuesta por bosques exclusivos para la protección, hasta fincas agropecuarias (fincas cafeteras, cultivos de plátano, ganadería), representados en altitudes que van desde los 1200 m.s.n.m. hasta los 2.133 m.s.n.m en su cumbre.
La reserva forestal protectora del Cerro del Quininí pertenece a la Jurisdicción del Municipio de Tibacuy.

## Historia
La región corresponde al antiguo territorio indígena de los Panches, de cuya civilización hay muestras en los petroglifos o arte rupestre y entierros funerarios dispersos en la zona, cuyo legado representaba la importancia de la montaña sagrada de la luna "Quininí" como templo sagrado, para alabar a la diosa.
Actualmente se dispone de senderos ecológicos que permiten reconocer los principales pretroglifos y estructuras rocosas que se supone fueron de interés para la cultura Panche. Destacándose entre ellas, el pico de la cabeza del indio (el cual por su particular formación y tamaño, es el referente más reconocido del cerro por su representación histórica), el pico del águila, el gritadero, la piedra del parto, la piedra del palco.
A lo largo del cerro, así como en gran parte del municipio de Tibacuy, hay bastantes formaciones rocosas y piedras que emergen entre los bosques y los cultivos, que cuentan con hendiduras conocidas como "moyas" donde se cree que los indígenas guardaban sus posesiones valiosas, molían sus alimentos o dejaban ofrendas a sus dioses. Aunque no se ha evidenciado alrededor del cerro. En el municipio recientemente se ha presentado la destrucción de varias de estas rocas con dinamita, para utilizar la piedra en construcción.

## Medio ambiente y ecología
La reserva forestal protectora cerro del Quininí se encuentra en Colombia en la cordillera oriental dentro del departamento de Cundinamarca, siendo un corredor biológico importante para el país, cuya ubicación geográfica y la abundancia de bosques nativos, hace del lugar un área estratégica para la protección de flora y fauna, tanto de especies endémicas como de especies migratorias.
A nivel hidrológico hace parte de la cuenca del Magdalena. Debido a que su régimen climático es bimodal, presentando sus máximas precipitaciones en los meses de abril y octubre y de forma opuesta los meses más secos son julio y enero, las fuentes de agua como quebradas y nacederos pueden llegar a secarse.
Por su clima templado, es muy favorable a la proliferación de fauna y flora.
Mamíferos: aunque por la presión antrópica la presencia de grandes mamíferos nativos es casi nula, es posible escuchar por las noches el ruido producido por las zarigüeyas al comer, escalar árboles, o hacer ladrar a los perros. Los campesinos comentan la aparición ocasional de armadillos y tinajos.
A nivel de aves, se cuenta con una gran variedad de aves canoras, llegando a ser un lugar con más de 300 especies tanto propias de Colombia, destacándose la tangara turquesa (Dacnis hartlaubi) endémica de Colombia, el carpintero de cola roja, mirlas grises, azulejos, copetones, búhos y demás, hasta especies procedentes de Norteamérica. 
Así mismo en cuanto a insectos es posible escucharlos o verlos en buenas cantidades, en los sectores no intervenidos. Los hay de distintos tamaños y variedades, tales como matacaballos, avispas cazadoras de arañas, milpies (el más vistoso es el de franjas negras y naranjas), mariposas morpho, mariposas de cristal, etc. 
Hay una buena variedad de ranas y sapos, aunque por lo abrupto del terreno es difícil encontrarlos, pero en los nacimientos de agua o riachuelos, es posible ver bastantes renacuajos en épocas de lluvias. Hay desde pequeñas ranas (sapos) arlequín del tamaño de monedas, a grandes sapos.
En cuanto a flora, se destaca el roble, el cedro negro, el higueron, los carboneros, los quiches, helechos y el Moh o nogal cafetero (Cordia alliodora) el cual es bastante abundante y al florecer, es posible ver en el bosque manchas cafés que representan la floración con semilla de estos árboles.

## Recomendaciones para el viajero
El cerro del Quininí, es una reserva forestal, cuya prioridad de uso es para la conservación del medio ambiente, así como del registro arqueológico de las culturas que habitaron el lugar, por lo que el viajero se debe ceñir a los estándares acordes al mismo.
Al ser un macizo montañoso de cumbre afilada, recibe los vientos ascendientes de 2 microcuencas (Sumapaz y Tequendama), por lo que presenta una meteorología muy cambiante, lo que quiere decir, que a lo largo del día y la noche, a medida que cambia la temperatura, hay corrientes de viento, cortinas de nubes ascendentes, neblina que puede humedecer todo el paisaje, e incluso cielos totalmente despejados, que permiten la vista de hasta 25 municipios de ambas provincias, así como numerosas formaciones montañosas, ecosistemas y agroecosistemas. 
Por lo que es importante ir bien preparado para sortear con comodidad todos estos meteoros, de modo que se recomienda el uso de un buen bloqueador solar que no se diluya con el sudor, impermeable, ropa cómoda que permita el movimiento y que no retenga la humedad (tanto ambiental como la producida por el ejercicio).
Cuenta con senderos demarcados para realizar caminatas, que cubren el trayecto desde Cumaca hasta el cerro, así como las rutas internas dentro de propiedades privadas. El nivel de la caminata es intermedio, ascendente de ida y descendente de regreso, con algunos sectores de nivel alto por su inclinación y por las características del terreno. Una caminata desde Cumaca puede durar de 4 a 6 horas dependiendo de la habilidad del caminante así como las actividades que realice durante el trayecto.
Dentro del parque no están autorizadas las fogatas ni la realización de camping, porque afectan los ciclos naturales de los bosques que se preservan en el lugar, de los cuales el más representativo es el bosque de robles que actualmente se encuentra en recuperación por la presión del turismo. Para realizar estas actividades, durante el recorrido por las fincas ubicadas en la parte media del trayecto a la montaña, se han asignado espacios para la realización de las mismas y que cuentan con los servicios básicos (sanitarios, agua, lugar para fogatas, duchas, comestibles) para el campista a precios realmente cómodos.
En cuanto a la hidratación y la alimentación, es importante recalcar, que la pérdida de líquidos puede ser abundante por la exigencia del trayecto y que además solamente hay tiendas al inicio, la mitad, por lo que se recomienda contar con bastante hidratación a la mano, así como alimentos calóricos. 
Para mantener la salud del ecosistema es de vital importancia no arrojar ningún tipo de basuras en el trayecto, porque no se cuenta con servicio de recolección de basuras ni con canecas durante el recorrido, por este motivo es recomendable hacerse responsable de los residuos.
Es importante tener en cuenta los costos (alimentación, transportes, entrada al parque($10.000 por persona y 5.000 niños menores de 13 años )) , así como los transportes ($35.000 ida y vuelta para el 2014) y horarios de viaje disponibles, porque no hay rutas directas permanentes de Bogotá a Tibacuy, además de que las rutas regulares que salen desde el municipio de Fusagasugá, solo transitan hasta las 7pm. Desde Tibacuy a Bogotá hay ruta directa pero es necesario reservar el cupo en la estación de transportes de Tibacuy o Cumaca.
Si el viajero, no conoce con anterioridad el municipio, es de gran utilidad el contactarse con la organización local, que le ofrecerán el servicio de intérpretes locales, así como planes todo incluido, que le permitirán tener un buen conocimiento del entorno, disfrutar de rutas turísticas y las costumbres gastronómicas locales para próximas ocasiones.
Actualmente la protección del cerro ha sido asumida por APRENAT (Asociación de Protectores de los Recursos Naturales y del Ambiente de Tibacuy),<ref> https://aprenat.org/ cuya organización vela por la subsistencia y preservación de la reserva forestal, a través de procesos sociales con las mismas familias que habitan la zona.
Durante el trayecto por los senderos a la reserva natural, hay bastantes tramos que pasan muy cerca (a menos de 1 metro) de precipicios verticales y de gran altitud, por lo que se requiere de mucha responsabilidad en su tránsito, así como particular cuidado de los niños y jóvenes que transiten por los mismos. Por la misma situación no se deben consumir alcohol ni sustancias alucinógenas, porque se pone en muy alto riesgo su vida y la de quienes lo estén acompañando.
No se recomienda hacer el recorrido dentro de la reserva, si presenta dolencias físicas que dificulten el movimiento (por ejemplo problemas crónicos y/o degenerativos de las rodillas, miedo extremo a las alturas) ni tampoco ir en solitario, porque hay varias áreas en las que no hay señal de celular, ni presencia humana que escuche señales acústicas, además de zonas de difícil acceso, condiciones que en su conjunto limitan la rapidez de respuesta en caso de emergencia.